# Papilio echerioides
Espèce
Statut de conservation UICN

LC : Préoccupation mineure
Papilio echerioides ou Écharpe à bandes blanches est une espèce de lépidoptères (papillons) de la famille des Papilionidae. Cette espèce est présente dans la plus grande partie de l'Afrique subsaharienne : Cameroun, Guinée équatoriale, Angola, République démocratique du Congo, Soudan, Éthiopie, Ouganda, Rwanda, Kenya, Tanzanie, Malawi, Zambie, Mozambique, Zimbabwe, Afrique du Sud et Eswatini. Elle vit dans les forêts de montagnes, de 250 à 2400 m d'altitude.

## Description

### Imago
Il y a un fort dimorphisme sexuel. Chez les deux sexes l'envergure est d'environ 7 cm. 

À l'avers les ailes du mâle sont noires. Les ailes antérieures portent une bande blanche morcelée qui s'amincit vers l'apex et parfois quelques macules blanches à l'apex. Les ailes postérieures sont arrondies, sans queues. Elles portent une large bande blanche dans la région discale et une série de petites macules blanches marginales. Au revers les ailes sont marron foncé. Les ailes antérieures portent la même bande blanche qu'à l'avers mais celle-ci est plus estompée à l'apex. Les ailes postérieures ont des motifs similaires à ceux de l'avers, mais la bande discale est en partie estompée, les veines noires sont plus visibles, et l'aire basale est orangée avec quelques macules noires.

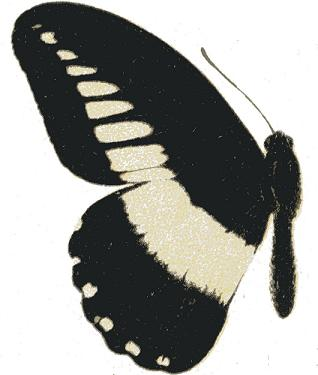
Papilio echerioides mâle
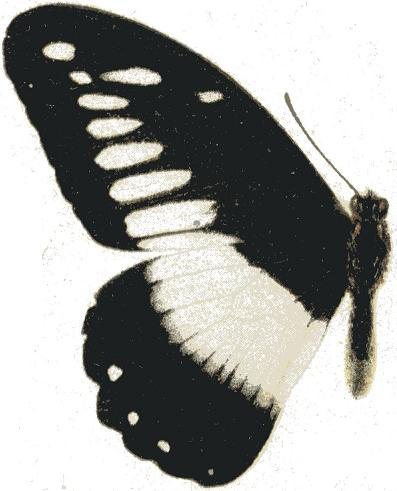
Papilio echerioides homeyeri mâle

La femelle imite à l'avers Amauris echeria, un papillon immangeable, mais lorsqu'elle est au repos, avec les ailes refermées, elle ressemble à Acraea aganice, une autre espèce au goût désagréable pour les prédateurs. Il s'agit d'un exemple remarquable de double mimétisme.

À l'avers les ailes sont noires ou marron foncé. Les ailes antérieures portent trois macules blanches, une dans la cellule, une au-dessus de la cellule et une dans la partie discale, ainsi que des macules blanches arrondies submarginales. Les ailes postérieures sont arrondies, sans queues. Elles portent une large macule crème dans la partie discale, des macules blanches, petites et arrondies, submarginales et des macules blanches marginales. Au revers les ailes sont marron foncé. Les motifs des ailes antérieures sont les mêmes, mais les ailes sont légèrement plus claires à l'apex. Les motifs des ailes postérieures sont similaires à ceux de l'avers, mais la macules crème est estompée et les ailes sont orangée dans l'aire basale, avec quelques macules noires.

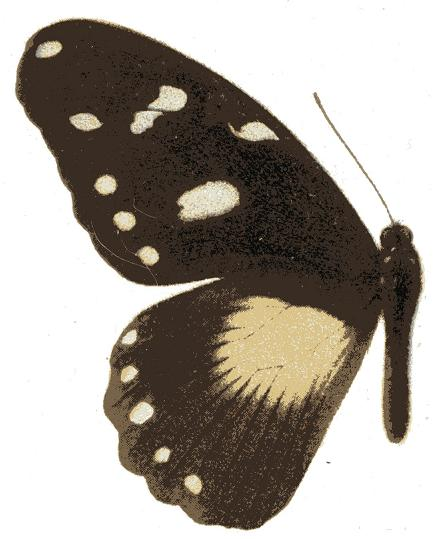
Papilio echerioides homeyeri femelle
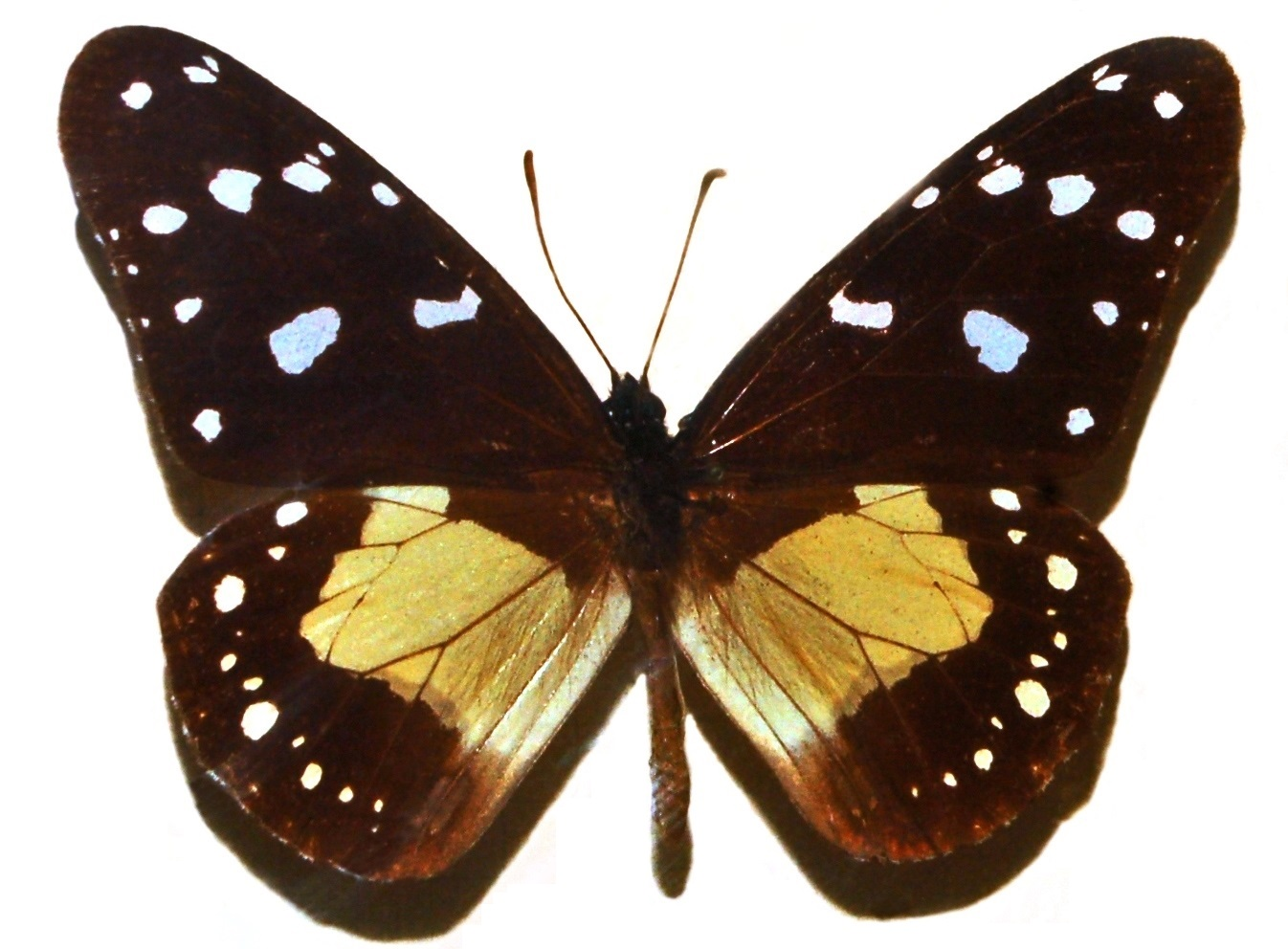
Amauris echeria

### Juvéniles
Chez la sous-espèce echerioides les œufs sont sphéroïdes, avec une base aplatie. Ils sont jaune pâle avec quelques points brun rouge et mesurent 1,2 mm de diamètre pour 1 mm de haut. Les chenilles éclosent au bout de cinq jours.
Les chenilles mesurent 3 mm de long lors de l'éclosion, elles sont alors noires avec les 1er et 2e segments blancs et portent des épines. Aux 2e et 3e stades elles sont marron clair et les épines sont plus courtes. Au 4e stade elles deviennent verdâtre, verruqueuses, avec des marques blanches qui les font ressembler à des fientes d'oiseaux. Les épines ont disparu sauf une paire de courtes cornes à l'arrière du corps et une autre sur la tête. Au stade final les chenilles atteignent 32 mm de long. Elles deviennent vertes mais le dessous du corps et les flancs sont brunâtre. La partie brunâtre se prolonge vers le haut à deux endroits, vers l'avant du corps et vers le milieu. La chenille porte une courte paire de cornes sur la tête. L'osmeterium est rose vif.
La chrysalide est fixée à son support par son crémaster et maintenue tête en haut par une ceinture de soie. Elle est très arquée, avec une paire de protubérances pointues sur la tête. Sa couleur dépend du lieu de la nymphose et lui permet de se camoufler.

## Écologie
La femelle pond ses œufs isolément sur la plante-hôte, au revers des feuilles. Les plantes-hôte connues pour cette espèces sont Clausena anisata, Vepris lanceolata, Zanthoxylum asiatica, Zanthoxylum capense et les espèces des genres Citrus et Teclea.
Les chenilles se nourrissent des feuilles de la plante-hôte. Comme toutes les espèces de Papilionides elles portent derrière la tête un osmeterium, organe fourchu qu'elles déploient pour faire fuir les prédateurs. Le stade larvaire dure 35 jours et comprend cinq stades. La chrysalide est fixée à son support par son crémaster et maintenue tête en haut par une ceinture de soie. L'imago émerge au bout de deux semaines environ.
Le vol paraît faible comparé à d'autres Papilionides, spécialement chez la femelle. Les deux sexes volent bas, rarement à plus de deux mètres de haut. Les femelles restent dans les sous-bois sombres et les mâles patrouillent à la lisière des forêts. Les deux sexes se nourrissent du nectar des fleurs, particulièrement des fleurs d'Impatiens et les mâles boivent parfois dans les mares de boue. Les mâles sont également attirés par le crottin et les bouses de vaches.

Chez P. echerioides echerioides les adultes sont présents de septembre à avril, avec un pic d'émergence en septembre et octobre. Dans la province du Cap-Oriental il y a deux générations, une en novembre et une de janvier à mars.

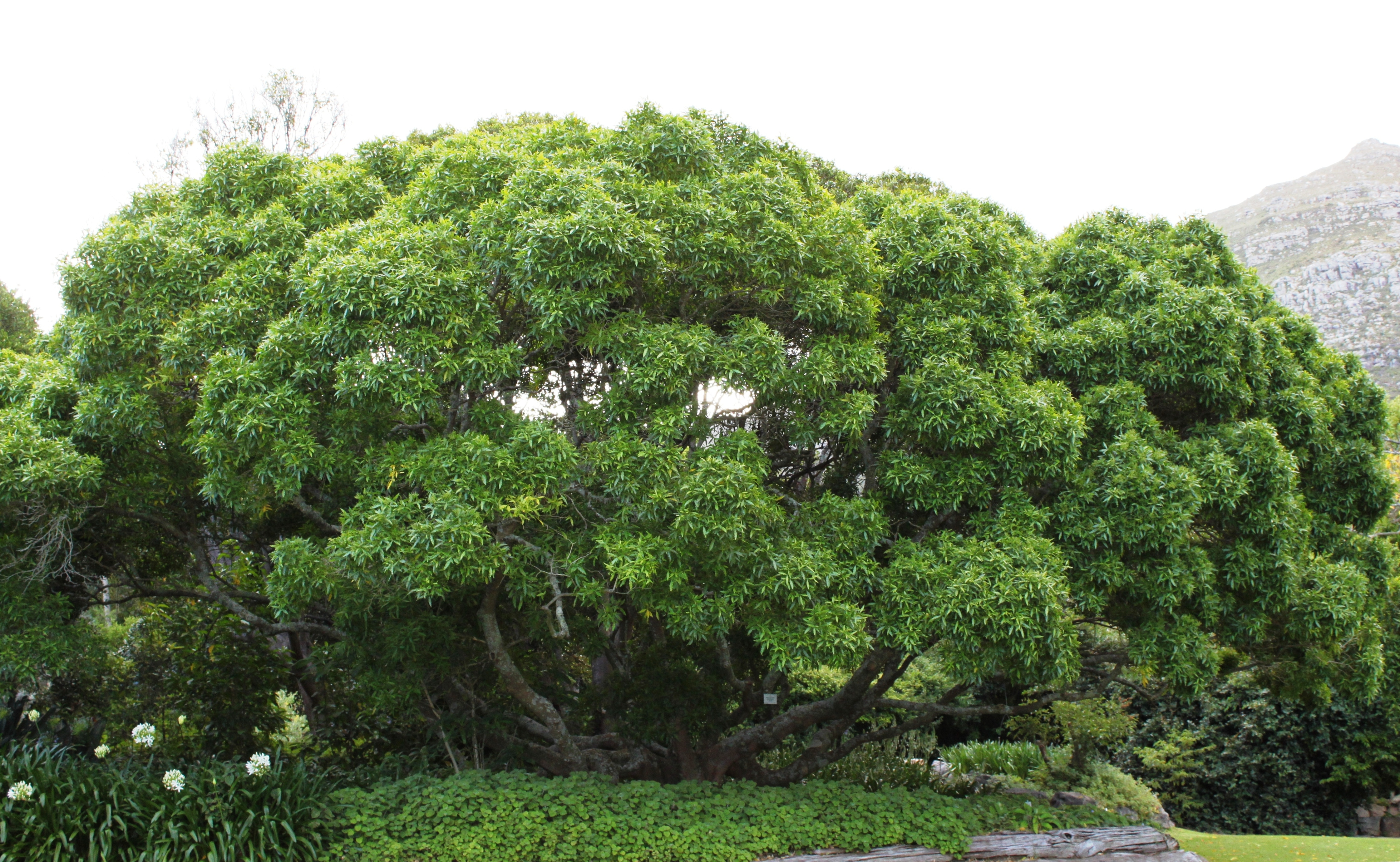
Vepris lanceolata, plante-hôte
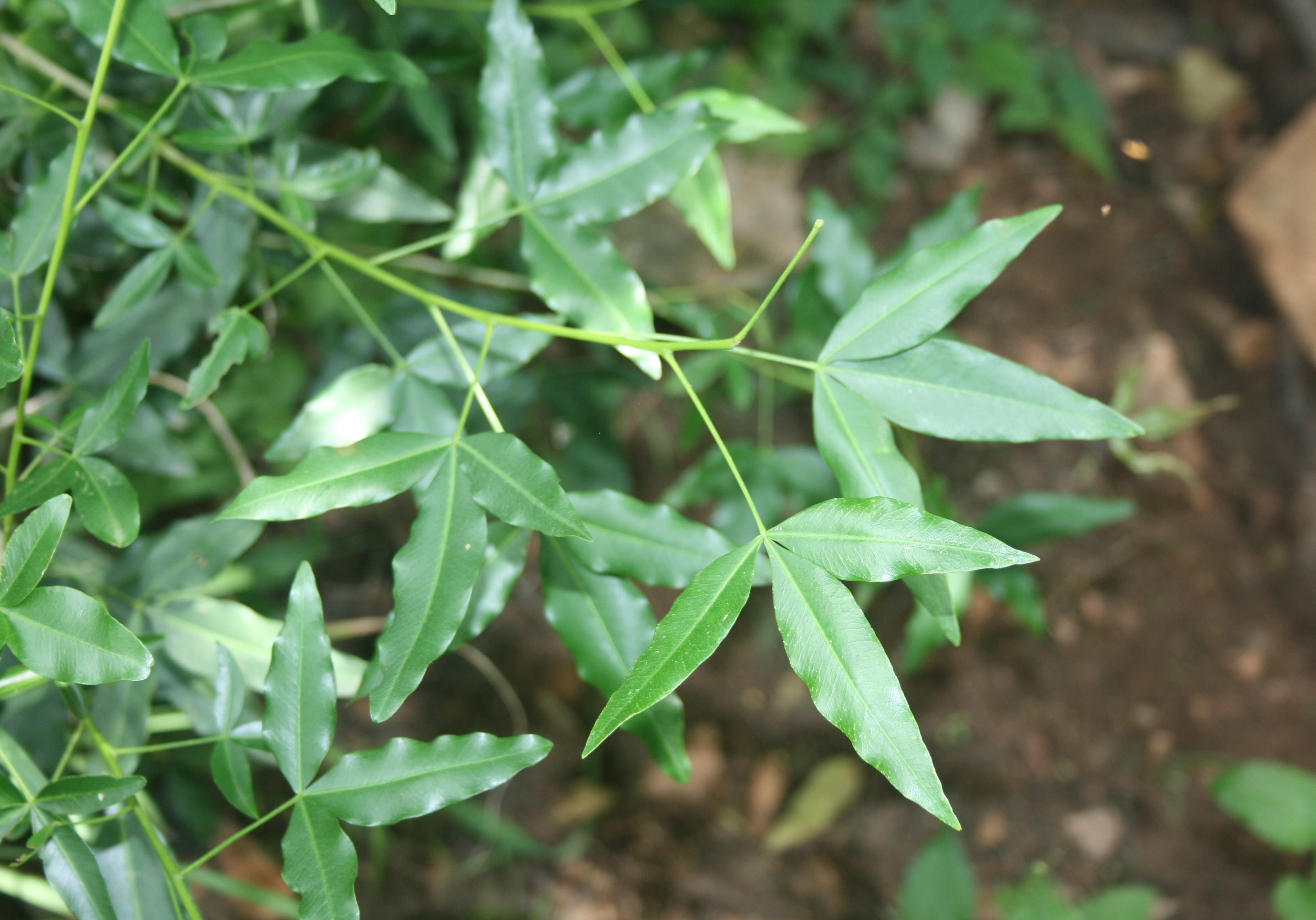
Vepris lanceolata, feuilles
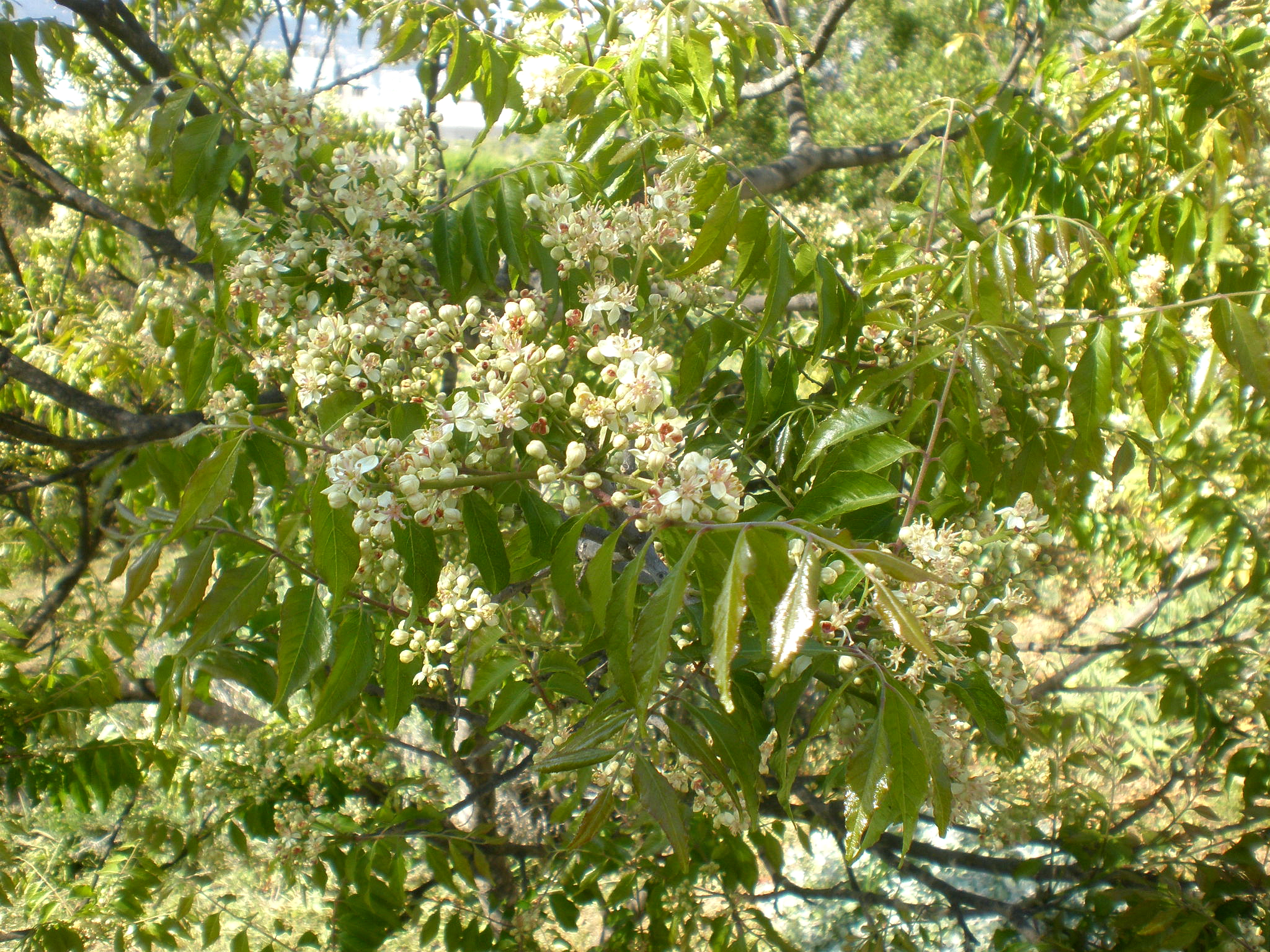
Clausena anisata, plante-hôte

## Habitat et répartition
Papilio echerioides est présent dans la plus grande partie de l'Afrique subsaharienne : Cameroun, Guinée équatoriale, Angola, République démocratique du Congo, Soudan, Éthiopie, Ouganda, Rwanda, Kenya, Tanzanie, Malawi, Zambie, Mozambique, Zimbabwe, Afrique du Sud et Eswatini. L'espèce vit dans les forêts de montagnes, de 250 à 2400 m d'altitude.

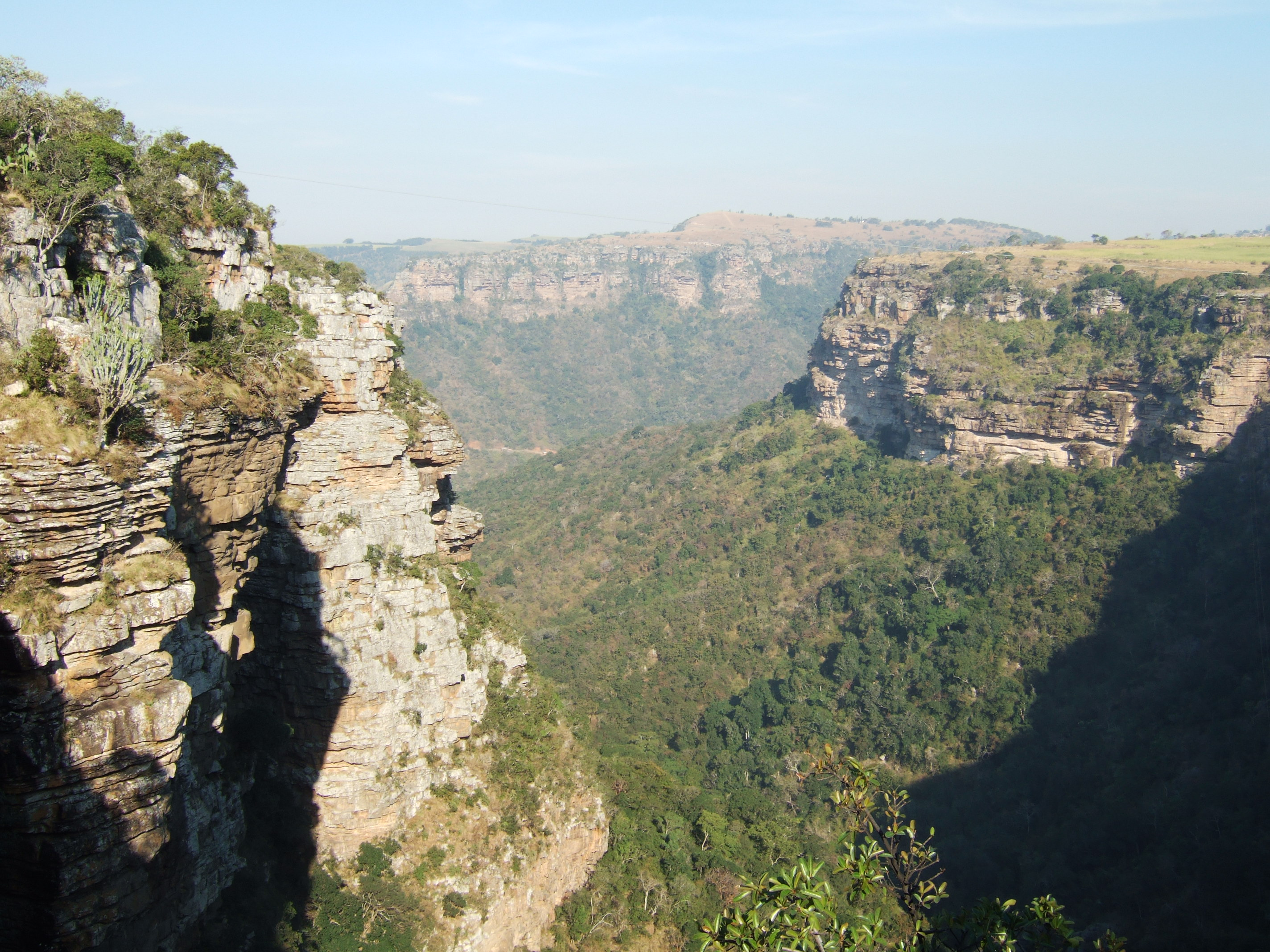
Gorges d'Oribi (Afrique du Sud)
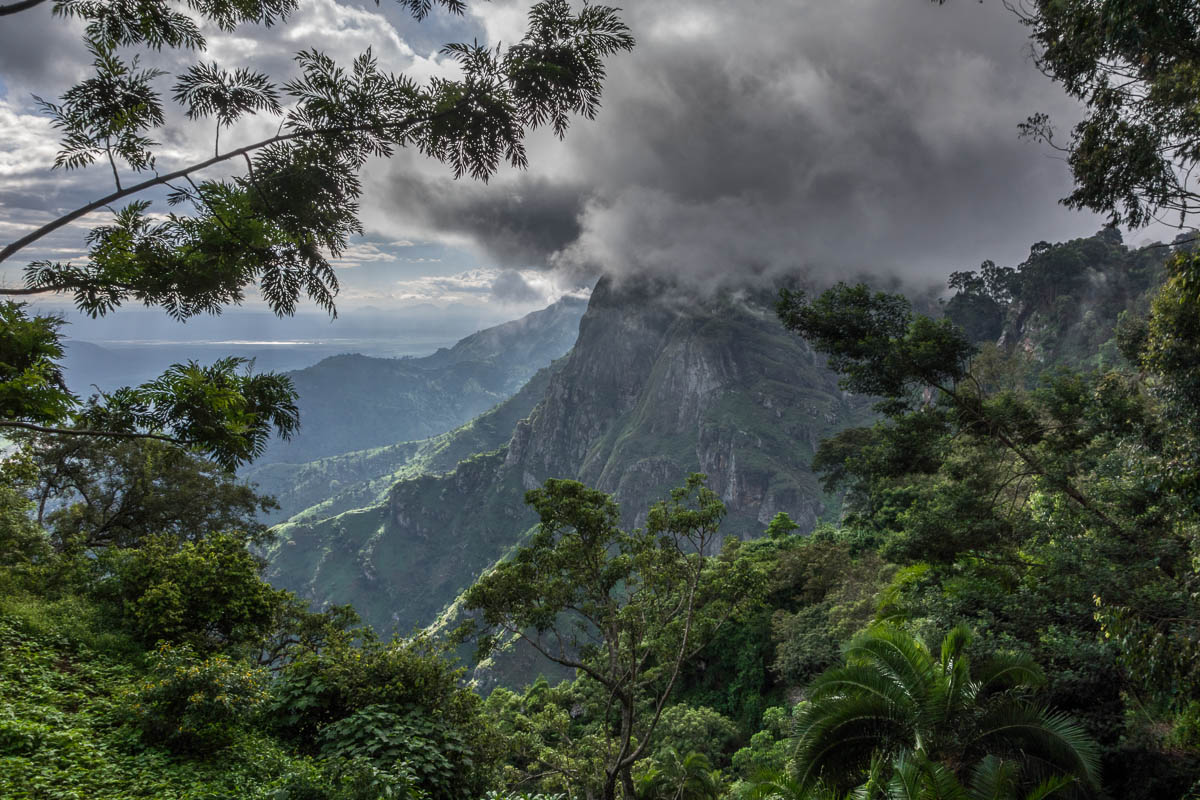
Montagnes d'Usambara (Tanzanie)
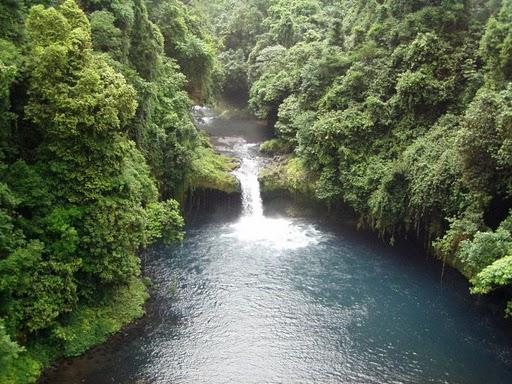
île de Bioko (Guinée équatoriale)

## Systématique
L'espèce Papilio echerioides a été décrite pour la première fois en 1868 par l'entomologiste Roland Trimen dans Transactions of the Entomological Society of London. Elle est l'espèce type d'un groupe de quatre espèces de Papilio d'Afrique subsaharienne. Les autres espèces du groupe sont P. fuelleborni, P. sjoestedti et P. jacksoni.

### Sous-espèces[1]
- P. echerioides echerioides : Afrique du Sud (Limpopo, Mpumalanga, KwaZulu-Natal, Cap-Oriental), Eswatini
- P. echerioides ambangulu : Tanzanie
- P. echerioides chirindanus : Mozambique (Mont Gorongosa); Zimbabwe (est)
- P. echerioides homeyeri : Angola, République démocratique du Congo (Lomami, Shaba, Lualaba, Tanganyka), Tanzanie (sud-ouest), Zambie (nord)
- P. echerioides joiceyi : Soudan (sud), Ouganda, Kenya (ouest), Tanzanie (ouest), Rwanda, République démocratique du Congo (Nord-Kivu).
- P. echerioides kiellandi : Kenya (sud), Tanzanie (nord).
- P. echerioides leucospilus : Éthiopie (montagnes au south-est de la Vallée du Grand-Rift).
- P. echerioides nioka : République démocratique du Congo (Ituri)
- P. echerioides nyiro : Kenya (nord-ouest)
- P. echerioides oscari : Éthiopie (montagnes à l'ouest de la Vallée du Grand-Rift).
- P. echerioides pseudowertheri : Tanzanie (est et sud-est).
- P. echerioides shirensis : Malawi (sud – hauts plateaux de la Shire), Mozambique
- P. echerioides wertheri : Kenya (est); Tanzanie (est and nord)
- P. echerioides zoroastres : Cameroun, Guinée équatoriale (Bioko), République démocratique du Congo

## Papilio echerioideset l'Homme

### Nom vernaculaire
L'espèce est appelée en anglais "White-banded Sash" et "White-Banded swallowtail".

### Menaces et conservation
Papilio echerioides est considéré comme non menacé par l'UICN. Son aire de répartition est vaste. L'espèce est inégalement répartie, mais de nombreuses sous-populations sont importantes et se semblent pas menacées.